# Ludhijána
Ludhijána (pandzsábi nyelven: ਲੁਧਿਆਣਾ), angolul: Ludhiana) város India területén, Pandzsáb szövetségi államban.
Mezőgazdasági kereskedőváros. Agráregyetemének búzatermesztéssel kapcsolatos kutatómunkáját világszerte ismerik. 
Jelentős még a gépgyártás, az autóalkatrészek, kerékpárok, háztartási készülékek, ruházati termékek gyártása.

## Fordítás
Ez a szócikk részben vagy egészben  a   Ludhiana című angol Wikipédia-szócikk fordításán alapul.  Az eredeti cikk szerkesztőit annak laptörténete sorolja fel. Ez a jelzés csupán a megfogalmazás eredetét és a szerzői jogokat jelzi, nem szolgál a cikkben szereplő információk forrásmegjelöléseként.